# Буснич, Александар
Александар Буснич (серб. Александар Буснић; род. 4 декабря 1997, Белград) — сербский футболист, полузащитник португальского клуба «Визела». Выступал за сборную Сербии.

## Клубная карьера
Буснич — воспитанник клуба «Рад». В 2016 году на правах аренды перешёл в «Бежания». 25 августа 2017 года в матче против «Слободы» Александар дебютировал в первой лиге Сербии. 6 ноября в поединке против «Синджелич» он отметился первым голом за «Бежанию». После возвращения из аренды, 21 июля 2018 года в матче против «Напредак» Буснич дебютировал в сербской Суперлиге. 7 марта 2020 года во встрече против «Бачки» отметился дебютным голом за клуб.
Летом 2021 года, Буснич на правах свободного агента стал игроком клуба «Воеводина». 16 июля в матче против клуба «Црвена звезда» он дебютировал за клуб. 25 августа 2022 года в поединке против «Радника» Александр забил дебютный гол за новый клуб.
В 2023 году на правах аренды перешёл в португальский клуб «Визела». 16 сентября в матче против «Бенфики» он дебютировал за португальский клуб. В июне 2024 года подписал новый контракт до лета 2026 года.